# Paolo Anesi
Paolo Anesi (* 9. Juli 1697 in Rom; † 1773 ebenda) war ein italienischer Landschaftsmaler des Barock und Rokoko.

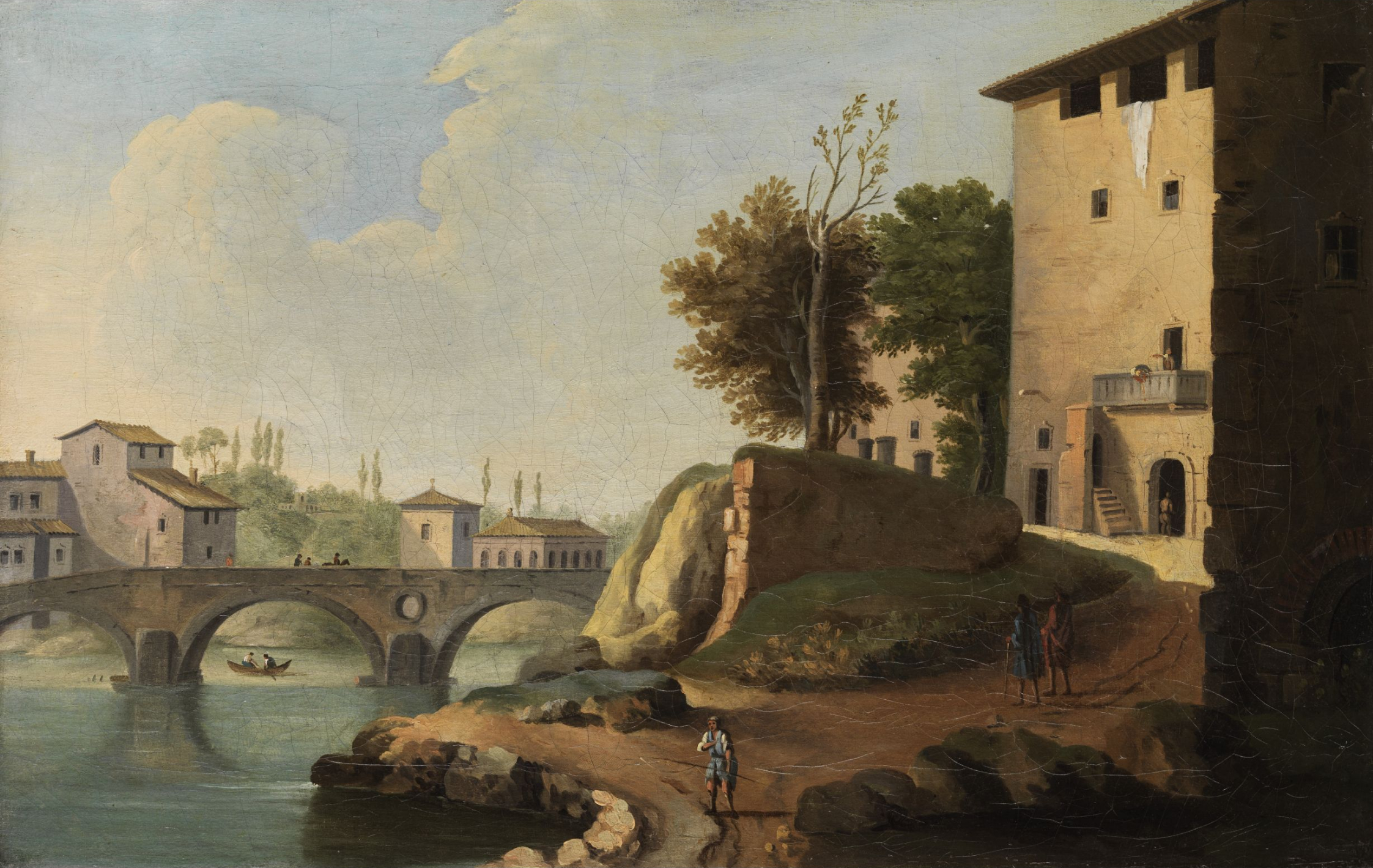
Ponte Sisto in Rom von Anesi

## Leben
Anesi war der Sohn eines Seidenwebers aus Venedig und ein Schüler von Giuseppe Bartolomeo Chiari (1654–1727), Bernardino Fergioni (um 1674–1738) und Sebastiano Conca. 1723 heiratete er die Tochter des Architekten Giuseppe Santi. Er wirkte vor allem in Florenz und Rom und war zu seiner Zeit sehr erfolgreich. Seine Ruinenbilder und Veduten orientieren sich an Giovanni Paolo Pannini und Andrea Locatelli. 1761 war er an der Fresken-Ausmalung der Villa Albani bei Rom beteiligt. 1757 wurde er Mitglied der Accademia dei Virtuosi al Pantheon.
Zu seinen Schülern zählt Francesco Zuccarelli.
Neben Malerei war er auch für Zeichnungen und Radierungen bekannt (Varie vedute inventate et intagliate, Rom 1725, Kardinal Imperiali gewidmet).